# Coupe du Maroc de football 1999-2000
 (avril 2024).
Si vous disposez d'ouvrages ou d'articles de référence ou si vous connaissez des sites web de qualité traitant du thème abordé ici, merci de compléter l'article en donnant les références utiles à sa vérifiabilité et en les liant à la section « Notes et références ».
Navigation
Édition précédente Édition suivante
La saison 1999-2000 de la Coupe du Trône est la quarante-quatrième édition de la compétition. 
Le Majd Al Madina remporte la coupe au détriment de la Renaissance de Settat sur le score de 8-7 au t.a.b après un nul de 1-1 au cours d'une finale jouée dans le Complexe Sportif Moulay Abdallah à Rabat. Le Majd Al Madina remporte ainsi cette compétition pour la toute première fois de son histoire.

## Déroulement

### Quarts de finale
| Équipe 1              | Équipe 2           | Résultat           |
| Hassania Agadir       | Tihad Sportif Club | 2 - 0              |
| CODM Meknès           | Majd Al Madina     | 0 - 0 3 - 4 (ta.b) |
| Renaissance de Settat | IR Tanger          | 2 - 0              |
| Kénitra Athlétic Club | Raja Club Athletic | 1 - 0              |

### Demi-finales
| Équipe 1              | Équipe 2              | Résultat           |
| Renaissance de Settat | Hassania Agadir       | 0 - 0 5 - 3 (ta.b) |
| Majd Al Madina        | Kénitra Athlétic Club | 1 - 0              |

### Finale
La finale oppose les vainqueurs des demi-finales, le Majd Al Madina face à la Renaissance de Settat, le 2 novembre 2000 au Complexe Sportif Moulay Abdallah à Rabat. 
| Coupe du Trône : Finale 2000 | Majd Al Madina    | 1 - 1 | Renaissance de Settat | Complexe Sportif Moulay Abdallah, Rabat |                            |
| 2 novembre 2002              |                   |       |                       | Arbitrage : Slimane Brahmi              | Arbitrage : Slimane Brahmi |
| 2 novembre 2002              |                   |       |                       | Arbitrage : Slimane Brahmi              | Arbitrage : Slimane Brahmi |
| 2 novembre 2002              | Tirs au but 8 - 7 |       |                       | Arbitrage : Slimane Brahmi              | Arbitrage : Slimane Brahmi |